# Marliana
Marliana là một đô thị ở tỉnh Pistoia trong vùng Toscana, có vị trí cách khoảng 40 km về phía tây bắc của Florence và khoảng 12 km về phía tây của Pistoia. Tại thời điểm 31 tháng 12 năm 2004, đô thị này có dân số 3.096 và diện tích 43.0 km².
Đô thị Marliana có các frazione (đơn vị cấp dưới) Panicagliora.
Marliana giáp các đô thị: Massa e Cozzile, Montecatini-Terme, Pescia, Pistoia, Piteglio, Serravalle Pistoiese.